# Riedelia angustifolia
Riedelia angustifolia là một loài thực vật có hoa trong họ Gừng. Loài này được Theodoric Valeton miêu tả khoa học đầu tiên năm 1913.

## Phân bố
Loài này được tìm thấy ở ven sông Giriwo ở phía bắc đảo New Guinea, thuộc địa phận Indonesia. Mẫu vật điển hình: Jankowski 185 thu thập tháng 7 năm 1912. Lịch trình thám hiểm của Janowski R. Fr. trong tháng 7 năm 1912 là: sông Siriwo, sông Giriwo đều thuộc tỉnh Papua nên loài này có trong tỉnh Papua.